# Edmundo Safdié
Edmond Safdié OMM (São Paulo, 6 de maio de 1929 — São Paulo, 16 de junho de 2016) foi um banqueiro brasileiro  descendente de judeus sírios.

## Biografia
Fundador do Banco Cidade em 1965, comandou o negócio até 2002, quando o vendeu ao Bradesco por US$ 300 milhões, passando a investir em bancos da Suíça, Israel, Nova York bem como no ramo da aviação civil, como acionista da Helibras. Edmond Safdié também foi um dos fundadores do Museu do Holocausto Yad Vashem em Israel. Edmond Safdie foi fundador do Instituto SAFDIÉ - de Pesquisa em Sida e Imunologia do Câncer - foi criado na Universidade Bar Ilan em resposta ao desafio científico e médico colocado pelo câncer e pela AIDS. Além de iniciar e facilitar uma extensa pesquisa sobre essas doenças, o Instituto SAFDIÉ promove ativamente a cooperação científica para o intercâmbio de conhecimentos e experiências nesses campos.
Em 1998, Edmond foi admitido pelo presidente Fernando Henrique Cardoso à Ordem do Mérito Militar no grau de Oficial especial.